# AltoPakto
AltoPakto es un grupo de Hip-Hop de Torrejón de Ardoz (Madrid) formado por: Jota & la R (Mc y Productor), Khavel-ex (Mc y beatmaker) y Pablo Pila (Dj y beatmaker).
En el año 2006 el grupo emprende caminos separados tras haber publicado dos LP.

## Biografía
Tras pasar por distintos grupos musicales a finales de los años 90, Khavel-ex grabó dos maquetas en solitario. Fue la colaboración de Jota & la R en una de esas maquetas el origen del grupo Perversos (2000), con el que grabaron tres maquetas. La formación de MCs permaneció constante mientras que en los platos estuvieron djs como Dj Kurzón y Dj Rub. En 2002 Perversos cambió su nombre a AltoPakto.
El nuevo grupo se terminó de completar con la incorporación de Pablo Pila, antiguo beatmaker de Perversos, como DJ y músico de AltoPakto.
En 2004 mediante el sello independiente Lam Records publican Diamante en Bruto, su primer trabajo profesional. Un año después, en 2005, publican Funkatomic su último trabajo como grupo antes de comenzar a hacer música por caminos distintos.

## Discografía
- "Diamante en Bruto" (LP) (LAM Records, marzo de 2004)
- "Funkatomic" (LP) (LAM Records, octubre de 2005)

## Colaboraciones
- "Esencia Hip-Hop 2" (Recopilatorio) (El Diablo, abril de 2004)
- "Nueva Escuela 2" (Recopilatorio) (Lam Records, enero de 2005)
- "Viña RAP" (Recopilatorio) (mayo de 2005)
- "Un año de reflexión" (Recopilatorio) (2005)